# Pokriti (sura)
Pokriti (arabsko Al-Muddaththir) je 74. sura (poglavje) v Koranu, ki jo sestavlja 56 ajatov (verzov). Je meška sura.
Med opravljanjem molitve (salata oz. namaza) pri tej suri verniki opravijo 2 ruku'ja (priklona).